# 봉리단길 (대구)
봉리단길(Hongridan-gil)는 대한민국의 대구광역시 중구 대봉동에 위치한 좁은 도로이다. 처음 길 이름은 대봉동의 경리단길이라는 뜻에서 유래한다.

## 교통편
- 대구 도시철도 2호선 경대병원역
- 대구 도시철도 3호선 대봉교역
- 대구 도시철도 3호선 건들바위역

## 같이 보기
- 김광석다시그리기길
- 대구 중구